# Cambefortantus blanci
Cambefortantus blanci là một loài bọ cánh cứng trong họ Bọ hung (Scarabaeidae).